# پوریوت‌کیشان
پوریوت‌کیشان نامی است، که در نوشته‌های پارسی میانه، به‌ویژه نسک ششم دینکرد، به دانایان پیشینیان یا گروهی از ایشان داده شده است. در کل از متن دینکرد چنین برمی‌آید، آنچه در دینکرد آمده است، آموزه‌های پوریوت‌کیشان یا برخاسته از باورهای ایشان است. به‌ویژه سراسر دینکرد ششم شرح باورهای ایشان دربارهٔ آدمی، اخلاق و هستی است. افزون بر دینکرد، نسک دیگری نیز به نام چیدگ اندرز پوریوت‌کیشان از جمله اندرزنامه‌های روزگار ساسانی است، که به جای مانده است.

## ریشه‌شناسی
پوریوت‌کیش برگردان ترکیب اوستایی pairiiō. ṭkaēša- است. جزو نخست در حالت نهادی مفرد از صفت pairiiō است، که به معنی نخست و پیش است. جزو دوم از ریشه -ṭkaēša و اسم مذکر به معنی آموزگار است. -ṭkaēša در گاهان به معنای آموزاننده آموزه‌های دروغین به کار رفته است. همین واژه در اوستای نو به‌طور کلی به معنای آموزه، باور و اعتقاد به کار رفته است.

## کاربرد
دینکرد ششم چنین آغاز می‌شود:
pōryōtkēšān ī dānāgān pēšēnīgān āōn dāšt kū ...— دینکرد ششم، بند نخست
پوریوت‌کیشان دانایان پیشینیان چنین باور داشتند، که…
در تصحیفی دیگر به جای دانایان dēn-āgēhēn یا دین‌آگاهان آمده است. در دادستان دینی با pēšnīg dēn-āgēhēn یا «پشین دین‌آگاهان» از ایشان یاد شده است.